# Lijst van Winschoters
Deze chronologische lijst van Winschoters geeft een overzicht van personen die in de Groningse plaats Winschoten zijn geboren en met een pagina op Wikipedia.

## Voor 1900

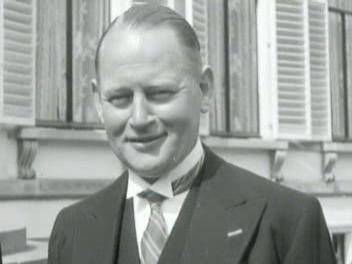
ondernemer en diplomaat Dirk Stikker (*1897)

- Wiebbe Hayes (c. 1608), koloniaal soldaat
- Wilhelmus Schortinghuis (1700), theoloog († 1750)
- Jan Hendrik Leopold (1802), burgemeester († 1873)
- Jan Beckering Vinckers (1821), taalkundige en hoogleraar in de Engelse taal- en letterkunde († 1891)
- Johan Hendrik Thöne (1825), glasfabrikant († 1891)
- Johannes Henderikus Bekker (1826), violist en dirigent († 1907)
- Eisso Post Stheeman (1827), apotheker, fabrikant en groothandelaar in geneesmiddelen († 1908)
- Petrus Rudolf Bekker (1828), cellist († 1873)
- Christof Antoon Bekker (1830), violist († 1895)
- Hendrikus Octavius Wichers (1831), liberaal minister en Tweede Kamerlid († 1889)
- Anthony Modderman (1838), politicus († 1885)
- Klaas de Grooth (1852) architect en ondernemer († 1930)
- Dientje Dull (1854), voorvechter van vrouwenrechten in de negentiende eeuw († 1941)
- Willem Paap (1856), advocaat, schrijver en oprichter literair tijdschrift De Nieuwe Gids († 1923)
- Arnold Hendrik Koning (1860) kunstschilder († 1945)
- Edzard Koning (1869) kunstschilder, aquarellist, etser en illustrator († 1954)
- Anna Elizabeth Zuikerberg (1881) Joodse journaliste en feministe († 1956)
- Jan Dommering (1882), Europees en wereldkampioen biljarten († 1958)
- Pieter Losecaat Vermeer (1888), rechtsgeleerde († 1956)
- Geert de Grooth (1892), jurist en politicus († 1965)
- Salomon de Vries jr. (1894), onderwijzer, journalist, schrijver en hoorspelregisseur († 1974)
- Johan van Zweden (1896), beeldhouwer en kunstenaar († 1975)
- Dirk Stikker (1897), minister en secretaris-generaal van de NAVO († 1979)

## 1900 - 1959

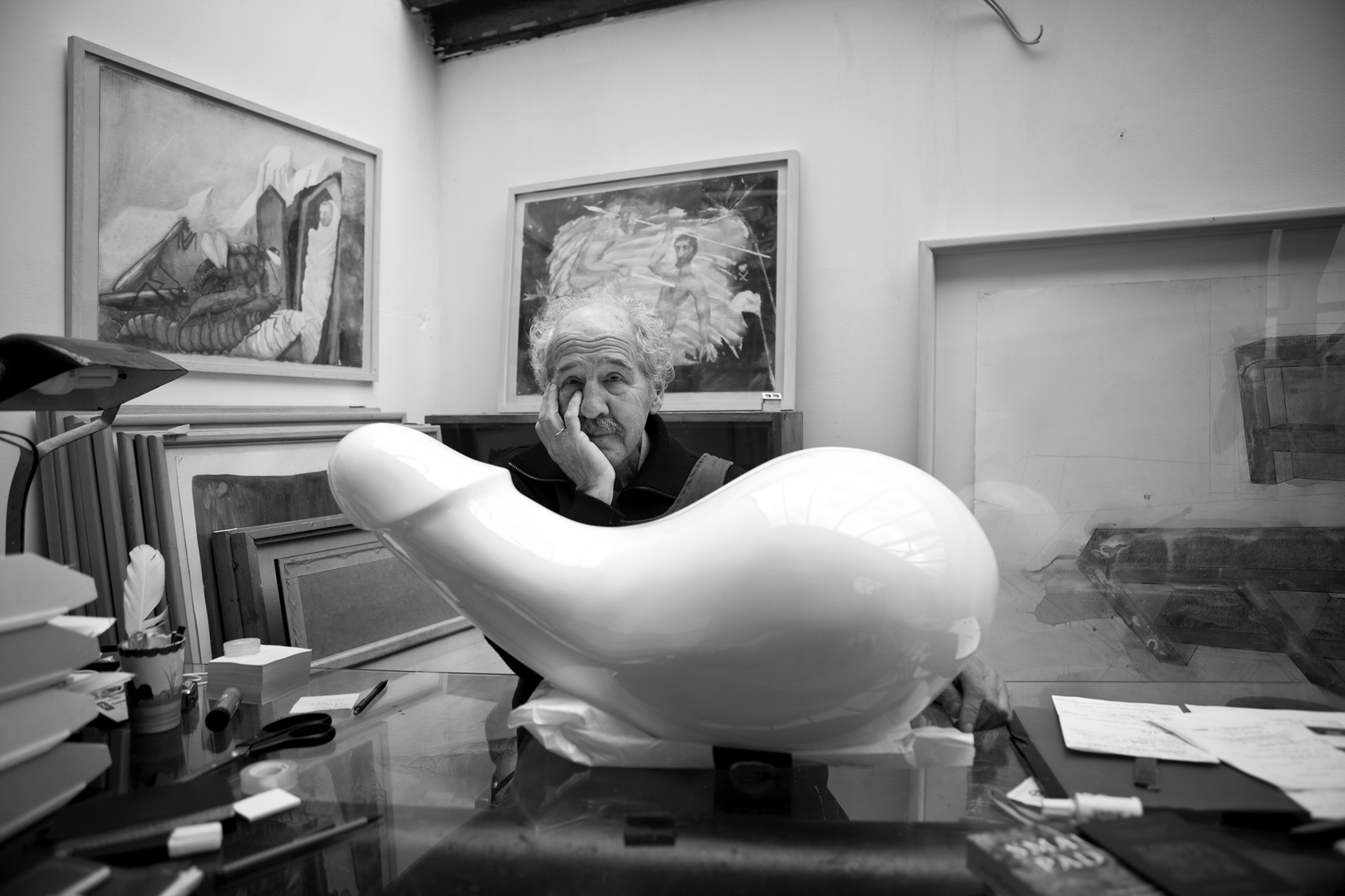
Beeldhouwer, graficus en tekenaar Herman Makkink (*1937) met zijn beroemdste werk Rocking Machine (foto door zijn dochter Fiona)

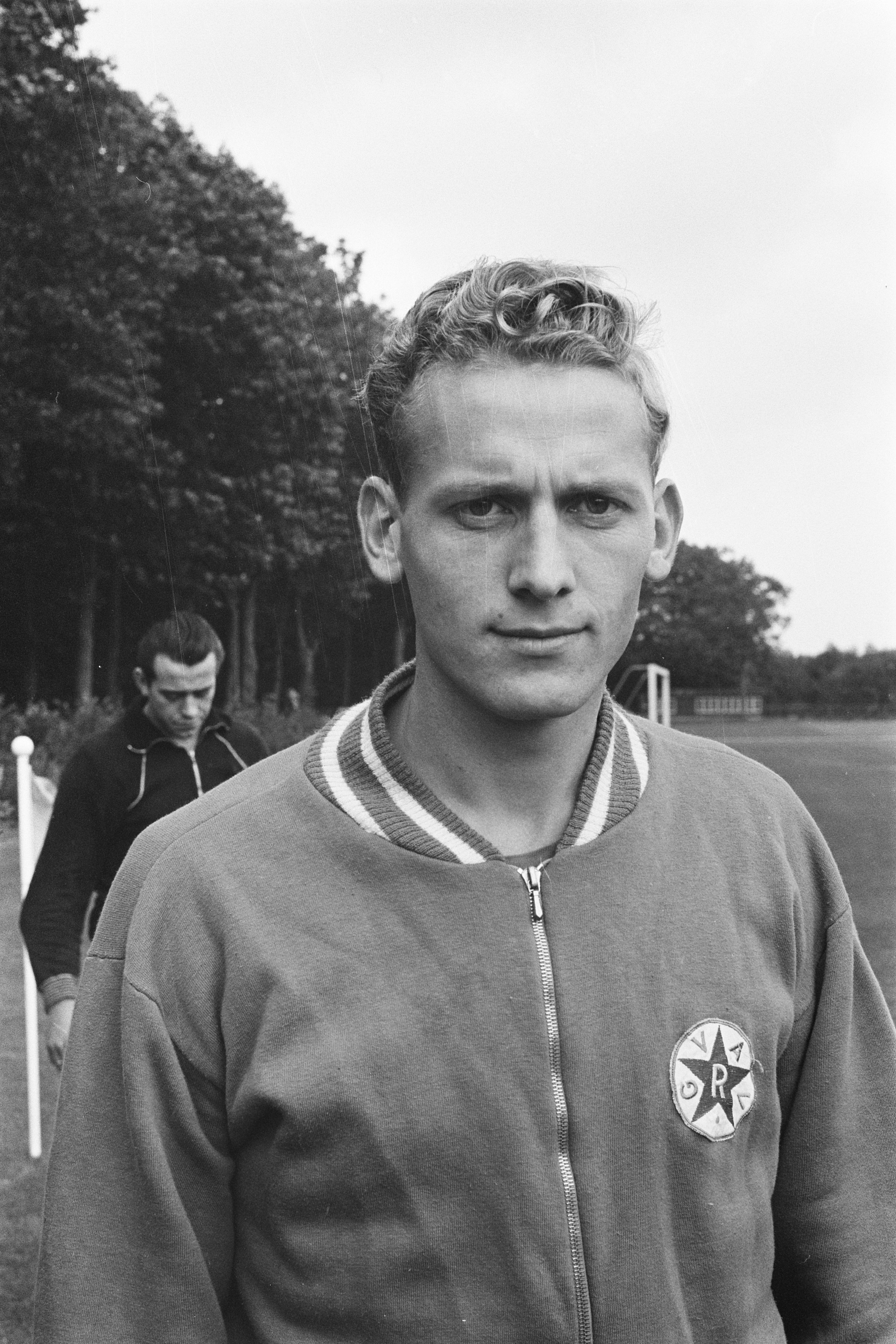
Voetbalinternational Klaas Nuninga (*1940)

- Bernard Tellegen (1900-1990), elektrotechnisch ingenieur, mede-uitvinder van de pentode
- Jan de Bruine (1903-1983), ruiter
- Jaap Nanninga (1904-1962), abstract kunstenaar
- Jaap Meijer (1912-1993), publiceerde onder pseudoniem: Saul van Messel, historicus en dichter, vader van Ischa Meijer
- Theo Verlaan (1912-1997), architect
- Theun Zwart (1919-2006), politicus
- Max Dendermonde (1919-2004), schrijver
- Iet van Dijk (1919-1973), kinderarts en verzetsstrijder
- Mischa Hillesum (1920-1943/44), pianist, componist
- Gerrit Hensens (1930-2022), burgemeester
- Henk Hoogerduijn Strating (1930-2019), ondernemer en bestuurder
- Meinard Kraak (1935-2022), zanger van recitals, oratoria en opera's
- Herman Makkink (1937), beeldhouwer, graficus en tekenaar († 2013)
- Willem Wolthuis (1940), bekende moderne vioolbouwer, violist en orkestleider. Hij is uitvinder van de viocta, een achtsnarige elektrische viool.
- Klaas Nuninga (1940), voetballer en official
- Bas Jan Ader (1942-1975), kunstenaar
- Marten Oosting (1943), voormalig ambtenaar
- Chris Verbeek (1944), beeldhouwer
- Koos van Dijk (1945), manager van onder anderen Herman Brood
- Sietze Veen (1946), voetballer
- Harm Evert Waalkens (1948), politicus en landbouwer
- Gijs Wanders (1950), journalist en schrijver
- Janneke Peper (1951), zangeres
- Hermine de Graaf (1951-2013), schrijfster
- Engel Modderman (1951), politicus
- Jos Silvis (1953), jurist
- Piet Hamberg (1954), voetballer en voetbaltrainer
- Henk Meijer (1959), taekwondo-coach en wereldkampioen taekwondo (1985)

## Vanaf 1960

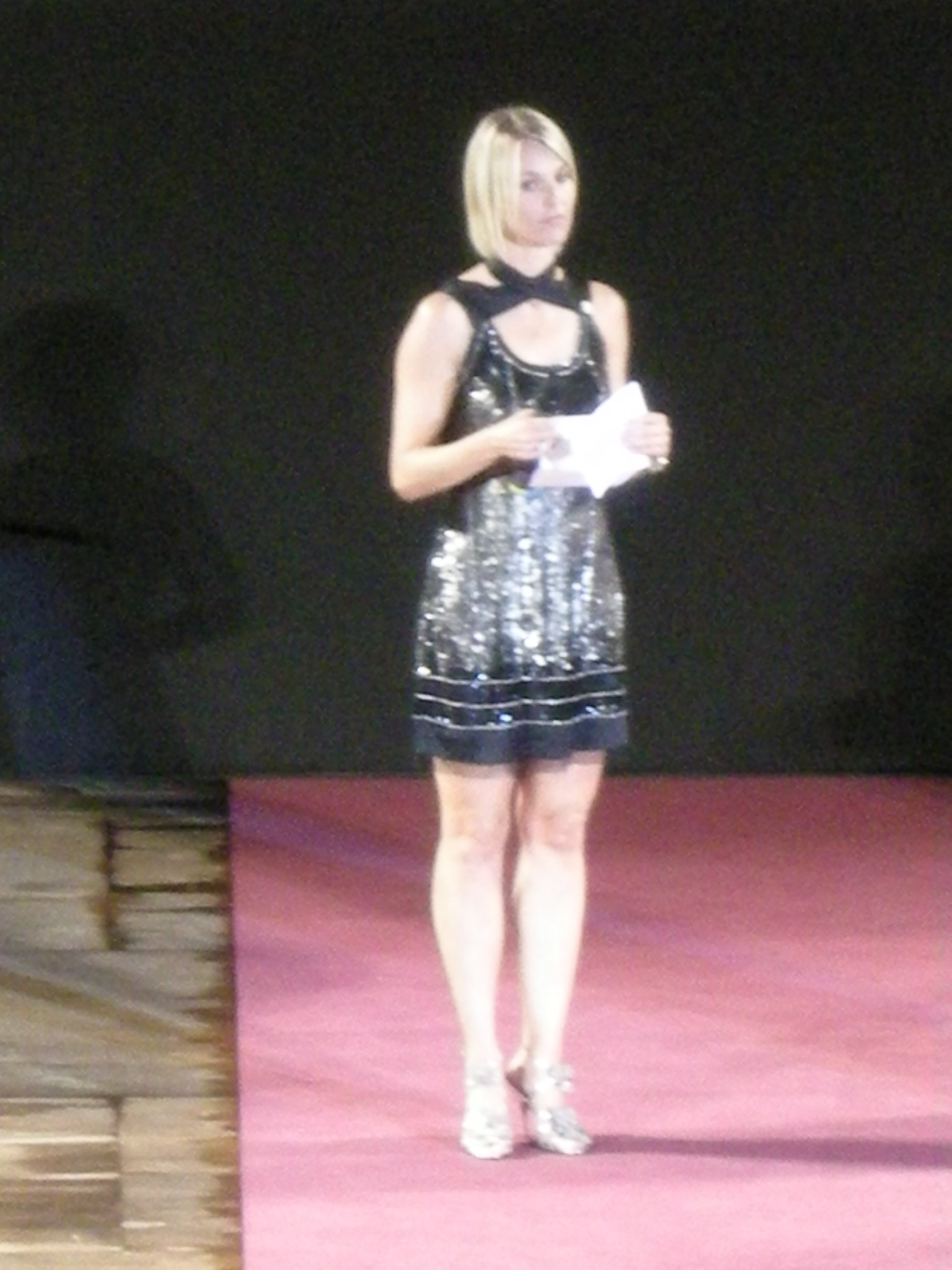
Presentatrice van Italiaanse tv-programma's Ellen Hidding (*1972)

- Henriëtte Weersing (1965), volleybalster
- Ard van der Tuuk (1968), politicus
- Marcel Hensema (1970), acteur
- Saskia Diesing (1972), filmregisseur en scenarioschrijfster
- Dick Lukkien, (1972), voetballer
- Ellen Hidding, (1972), presentatrice van Mediaset
- Bert Zuurman (1973), voetballer
- Arjan van Duinen (1973), volleyballer
- Roel Schutrups (1974), diskjockey-producent (DJ Isaac)
- Kim Pieters (1979), actrice
- Marnix Kolder (1981), voetballer
- Marcel Seip (1982), voetballer
- Rob Wijnberg (1982), journalist, filosoof en hoofdredacteur van De Correspondent
- John Vos (1987), voetballer
- Tom Hiariej (1988), voetballer
- Arjan Wiegers (1989), voetballer
- Sanne Hoekstra (1992), handbalster
- Daniëlle Veldkamp (1992), actrice
- Roland Baas (1996), voetballer
- Piet Wiersma (1997), atleet
- Wouter Prins (2004), voetballer

Alkmaar · 
Almelo ·
Almere · 
Alphen-Chaam · 
Alphen aan den Rijn ·
Amersfoort · 
Amstelveen · 
Amsterdam · 
Apeldoorn · 
Arnhem · 
Assen ·
Baarn · 
Bergen op Zoom · 
Bilthoven · 
Bolsward · 
Boxtel · 
Breda · 
Bredevoort · 
Brunssum · 
Bussum · 
Delft ·
Den Haag ·
Den Helder · 
Deurne · 
Deventer · 
Doetinchem ·
Dokkum · 
Dordrecht · 
Drachten · 
Ede · 
Eindhoven · 
Emmen · 
Enschede · 
Franeker · 
Geleen · 
Gouda · 
Groenlo ·
Groningen · 
Haarlem · 
Harlingen ·  
Heemstede · 
Heerenveen · 
Heerlen · 
Helmond · 
Hengelo · 
's-Hertogenbosch · 
Hilversum · 
Hoogeveen · 
Hoorn · 
Horst ·
Kampen · 
Kerkrade · 
Leerdam · 
Leeuwarden · 
Leiden · 
Lelystad · 
Maastricht · 
Meppel ·  
Middelburg  ·
Nijkerk · 
Nijmegen · 
Oldenzaal · 
Ommen · 
Oss · 
Rijswijk (Zuid-Holland) · 
Roosendaal · 
Rotterdam · 
Schiedam · 
Sittard · 
Sittard-Geleen · 
Sneek · 
Soest · 
Stadskanaal · 
Tegelen · 
Tiel · 
Tilburg · 
Urk · 
Utrecht · 
Veenendaal · 
Veghel · 
Venlo · 
Venray · 
Vlaardingen · 
Vlissingen · 
Wageningen · 
Warnsveld · 
Weert · 
Winschoten · 
Woerden · 
Zeist · 
Zierikzee · 
Zoetermeer · 
Zutphen · 
Zwolle